# 中央戏剧学院北剧场
39°56′12″N 116°24′26″E / 39.93658380000001°N 116.4071243°E
中央戏剧学院北剧场，位于北京市东城区交道口南大街北兵马司胡同1号。2016年停业。

## 简介
中央戏剧学院北剧场的前身是航空部礼堂对外经营的旱冰场。1996年，由于中国青年艺术剧院（简称“青艺”）的青艺剧场当时因东方广场项目拆迁，青艺没有自己固定的演出场所，遂将该旱冰场租赁并改造为专业演出话剧的剧场暂用，改称“青艺小剧场”。1998年正式开业，开业当晚，青艺明星唐国强、吕丽萍、丁嘉丽、邵兵、陈红、孙红雷等人悉数登台祝贺。首演剧目是1998年3月中国青年艺术剧院在此首演的话剧《花房姑娘》。青艺多部中小剧目在此公演。2001年青艺和中央实验话剧院合并组建中国国家话剧院，故不再租赁青艺小剧场。
2002年3月起，北兵马司剧场筹建。2003年1月10日，北兵马司剧场正式开业，该剧场是经北京市文化局正式批准的营业性演出场所，是在青艺小剧场的基础上建立。该剧场对外又称“北剧场”，是北京市当时首家民营剧场。2002年，北剧场筹建之初，由台湾艺术家赖声川投资；2002年底“台资不能经营剧场”的条例颁布后，赖声川撤离了全部资金，北剧场的法人变为北京某戏剧爱好者；这时袁鸿以10万元人民币的注册资金承包了北剧场，并出任负责实际经营及剧目选择的总经理兼艺术总监。2004年，傅若岩变为北剧场的法人，总经理兼艺术总监一直由袁鸿担任。北剧场的剧场建筑隶属于中国航空工业总公司。从开业到倒闭，北剧场先后上演过《恋爱的犀牛》、《千禧夜，我们说相声》、《他没有两个老婆》、《我爱抬杠》、《玩偶之家》等话剧，并在关张前举办了2005年大学生戏剧节的演出，此外还常和一些大使馆合作，上演过瑞典戏剧《斯特林堡的独白》、英国现代舞演出等。2005年9月，该剧场因亏损而倒闭。
2005年9月，中央戏剧学院已经接手北剧场，与该剧场的所有权人中国航空工业总公司签约，租赁了北剧场。北剧场被租赁后，更名为“中央戏剧学院北剧场”，成为中央戏剧学院学生的教学演出实习基地。2015年，中央戏剧学院北剧场因中央戏剧学院竞标失败而准备改为快捷酒店。2015年12月30日，中央戏剧学院北剧场举办了最后一场演出。2016年1月9日，中央戏剧学院北剧场正式停业。
从青艺小剧场到中央戏剧学院北剧场，众多剧目曾在该剧场上演。孙红雷曾演出《屋外有花园》、《三毛钱歌剧》等剧，并获“梅花奖”。万芳的《收信快乐》、蒋雯丽的《樱桃园》，汤唯的《切·格瓦拉》、许巍的“绝版青春”演唱会等在此举办。赖声川导演的《千禧夜，我们说相声》、《他没有两个老婆》，孟京辉导演的《恋爱的犀牛》也曾在此上演。另外，大学生戏剧节、英国现代舞、中戏剧院管理大师班都曾以该剧场为基地。